# クリフォード・ホリディ
クリフォード・ホリディは、イギリスの都市計画家。本国よりも海外殖民地で実績を上げた人物。
パトリック・アバークロンビーらとハイファの都市計画を手掛け、1922年から1935年にかけてパレスチナ、1931年から1943年はセイロン島、1944年から1947年はジブラルタルで、1947年から1952年までスティブネイジとニューヨーク市の主任建築家。1952年から、マンチェスター大学の都市・地域計画の教授となった。